# Lecidea leucothallina
Lecidea leucothallina är en lavart som beskrevs av Arnold. Lecidea leucothallina ingår i släktet Lecidea, och familjen Lecideaceae. Arten är reproducerande i Sverige.